# Basetsana Kumalo
Basetsana Julia "Bassie" Kumalo (sinh ngày 29 tháng 3 năm 1974)  là một nhân vật truyền hình Nam Phi, từng đạt giải tại các cuộc thi sắc đẹp, và là một nữ doanh nhân, nhà từ thiện. Sự nghiệp của cô bắt đầu vào năm 1990 khi cô được trao vương miện Hoa hậu Soweto và Hoa hậu da đen Nam Phi ở tuổi 16. Cô được trao vương miện Hoa hậu Nam Phi vào năm 1994 và cùng năm đó trở thành Á hậu 1 trong cuộc thi Hoa hậu Thế giới.

## Khoảng thời gian đầu đời
Kumalo sinh ra ở Soweto, Nam Phi. Người cha lái xe buýt của cô, Philip Makgalemele, mất năm 2003 và mẹ của cô, cô giáo Beatrice Makgalemele, mất năm 2006. Cô đến trường tiểu học Thabisang. Khi các trường học ở Soweto rơi vào tình trạng không ổn định vào năm 1986, Kumalo được gửi đến một trường học ở Lenasia.
Cô và hai chị em của cô đã dành những năm đầu đời của mình để kiếm sống nhằm giúp cho gia đình mình có thể sinh sống qua ngày, họ làm bánh mì để bán tại các trận đấu bóng đá mỗi cuối tuần.

## Đời tư
Trước và trong thời gian trị vì của cô là Hoa hậu Nam Phi, Kumalo đã hẹn hò với võ sĩ quyền Anh Dingaan Thobela. 
Cô gặp chồng mình Romeo Kumalo, một giám đốc điều hành Vodacom và cựu phát thanh viên, khi cô lên ngôi Hoa hậu Soweto. Họ bắt đầu hẹn hò vào năm 1997 và kết hôn vào năm 2000. Năm 2005 Kumalo sinh đứa con đầu lòng, cậu bé tên là Nkosinathi Gabriel. Sau đó họ cùng có đứa con trai thứ hai, uShaka Kgositsile Emmanuel, sinh năm 2012.

## Nghề nghiệp

### Kinh doanh
Kumalo là Chủ tịch Hiệp hội phụ nữ kinh doanh Nam Phi. Năm 2008, Kumalo trở thành cổ đông mới của Tawana thông qua một giao dịch với công ty đầu tư Pro Direct 189.

### Giải thưởng
Năm 2004, Kumalo được bình chọn là 74 trong danh sách 100 người Nam Phi vĩ đại nhất năm 2004, cô là Hoa hậu duy nhất của Nam Phi được nằm trong danh sách này. Năm 2006, Liên hoan thời trang Cape Town đã trao cho Kumalo giải thưởng Biểu tượng thời trang. Tạp chí Femina đã đề cử cô là một trong 10 phụ nữ quyến rũ nhất ở Nam Phi. Trong năm 2002 và 2003, cô được bình chọn bởi tờ Sunday Times và tạp chí Elle Magazine trong giải thưởng TV Style Awards. Năm 1994, cô nhận được học bổng danh dự cho các nghiên cứu ở nước ngoài từ Nelson Mandela.
Kumalo cũng là người nhận Giải thưởng uy tín hàng năm / Báo chí thành phố.

## Hoạt động từ thiện
Kumalo và chồng bà, Romeo, đã khai trương Quỹ Gia đình Romeo & Basetsana Kumalo, nhằm tạo cơ hội cho trẻ em phát triển, đặc biệt là trẻ mồ côi bị AIDS và các bệnh liên quan khác. Năm 2007, cựu đệ nhất phu nhân Graça Machel, một nhà đi đầu của chiến dịch "One One Reach Five", đã đề cử Kumalo trở thành một trong năm tình nguyện viên của cô tham gia xét nghiệm HIV công cộng. Cô cũng đã quyên tiền cho Bệnh viện Nhi đồng Baragwanath với Tiến sĩ Precious Moloi-Motsepe. Kumalo tình nguyện với Agang Sechaba, một dự án đã được bắt đầu vào năm 2007 bởi Nomsa Ntshingila.